# Cilinderschaak
Cilinderschaak is een variant in het schaken. Bij cilinderschaak zijn er geen zijkanten van het bord. Een loper die op het veld f1 staat, kan dus naar het veld op a4 gaan. Alle andere zetten die bij het gewone schaken gelden, gelden verder ook bij het cilinderschaak. Een nul-zet is echter niet toegestaan. Een nul-zet is een zet met een toren of dame, die aan de ene kant van het bord verdwijnt, om vervolgens op hetzelfde veld te eindigen.